# Мокры (разъезд)
Мо́кры (чув. Мӑкӑр) — опустевший разъезд в Канашском районе Чувашской Республики. Входит в состав Чагасьского сельского поселения.

## География
Находится в центральной части Чувашии, на расстоянии приблизительно 7 км по прямой на запад от районного центра города Канаш на бывшем ныне демонтированном участке железнодорожной линии Вурнары-Канаш между деревнями Мокры и Семёновка.

## История
Возник в 1927 году. В 1979 году было 22 жителя. В 2002 году был 1 двор, в 2010 — постоянных жителей нет.

## Население
Постоянное население составляло 2 человека (чуваши 100 %) в 2002 году, 0 в 2010.